# Westfälischer Landständepokal
Den Westfälischen Landständepokal, Arnsberger Landständepokal oder Arnsberger Willkomm hat Kurfürst Maximilian Heinrich von Bayern 1667 in seiner Eigenschaft als Herzog von Westfalen den westfälischen Landständen geschenkt. Der Pokal war bei zahlreichen feierlichen Anlässen im Herzogtum aber auch bei Kaiserkrönungen in Gebrauch.

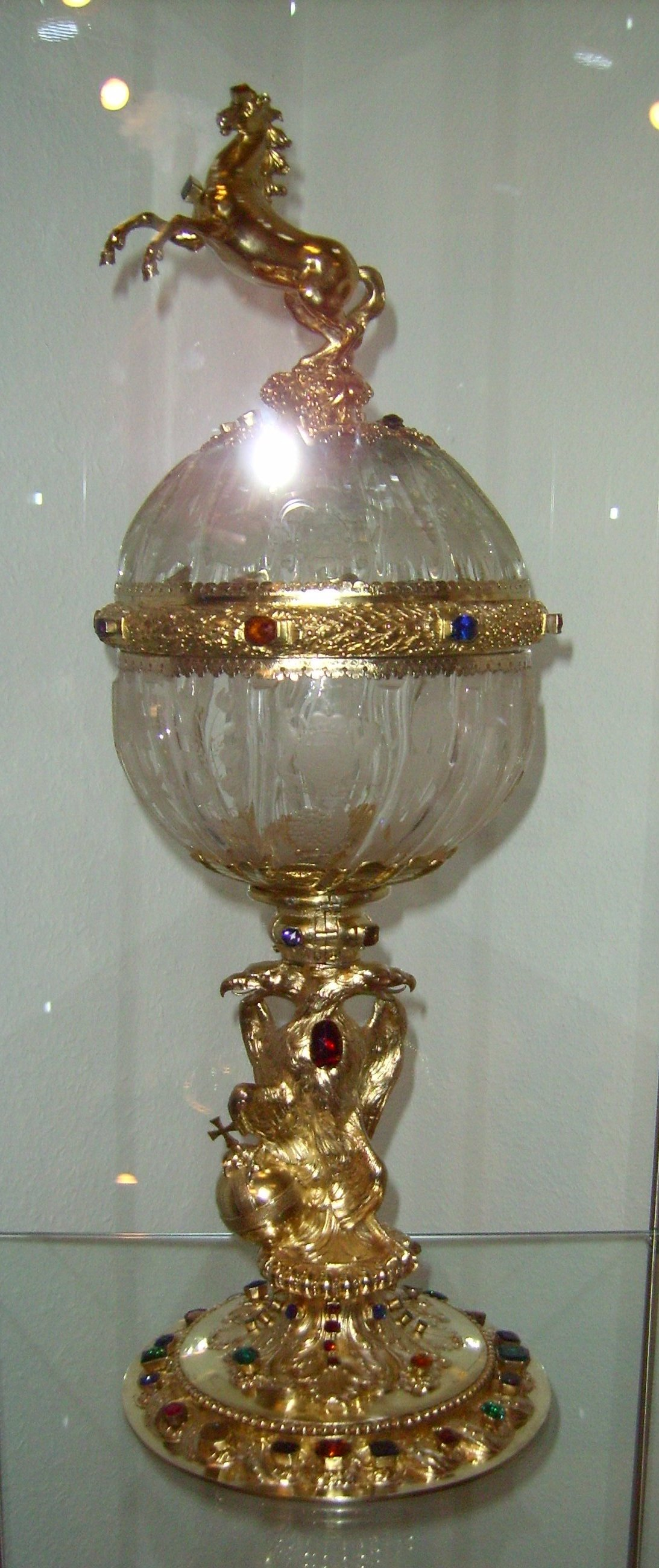
Westfälischer Landständepokal

## Schenkung
Die Schenkung fand anlässlich des Landtages von 1667 statt. Ein direkter Zusammenhang mit der dort erfolgten Bewilligung von 15.000 Reichstalern ist unwahrscheinlich, da die Vergabe des Auftrages zur Herstellung des Pokals Monate früher stattgefunden hatte.
Möglicherweise vorangegangen war ein unbekanntes Huldigungsgeschenk der Stände an den Fürsten, das dieser im Einklang mit den damaligen Gepflogenheiten mit dem Landständepokal entgegnete. Die Stiftungsurkunde ist am 22. Januar 1667 auf dem Arnsberger Schloss ausgefertigt worden.

## Beschreibung
Der Pokal ist 71,5 cm hoch. Der Durchmesser beträgt oben 25 cm und unten 24,8 cm. Hergestellt ist er aus vergoldetem Silber, Kristallglas und Glasflüssen.
Der Scheibenfuß ist leicht gewölbt und ist mit einem gewundenen Band bedeckt. Darin befinden sich eingefasste farbige Glasflüsse. Darüber befindet sich ein gekehlter Sockel aus Akanthusblättern.
Über dem Sockelbereich folgt ein großer Doppeladler als Symbol des heiligen Römischen Reiches. Ungewöhnlich sind seine gekreuzten Hälse. In einem der Fänge hält er den Reichsapfel. Entgegen der heraldischen Norm hält der Adler den Reichsapfel in seinem rechten Fang und es fehlt ein Zepter.
Über dem Adler befindet sich eine Krone. Diese ist sehr stilisiert und ist vermutlich in ihrer heutigen Form die Folge eines späteren Austausches der Pokalschale im Jahr 1708. Darüber erhebt sich unter einem Blattkranz eine gläserne halbkugelförmige Schale, die kräftige wulstige Rippen aufweist. Eingeschnitten oder -geschliffen sind Blütenzweige, Insekten und das Wappen des Kurfürstentums Köln von Löwen flankiert. Die Pokalmündung ist mit einem Reif von hängenden Akanthusblättern eingefasst. Die Schale ist nicht original, sondern wurde nach Beschädigungen wohl 1708 angefertigt.
Auf der Schale befindet sich eine ebenfalls halbkugelförmige Deckelkalotte. Diese diente bis 1708 als Pokalschale und wurde später zum Deckel umgearbeitet, Die dort eingeschliffenen Pflanzen sind deutlich kräftiger, als die der Schale. Das persönliche Wappen des Kurfürsten steht auf dem Kopf. Hinzu kommt ein Jäger mit seinem Hund. Die Mündung ist mit einem Lorbeerkranz gefasst. In diesem sind farbige Steine angebracht.
Den Deckel krönt das Bildnis eines sich aufbäumenden Westfalenrosses.

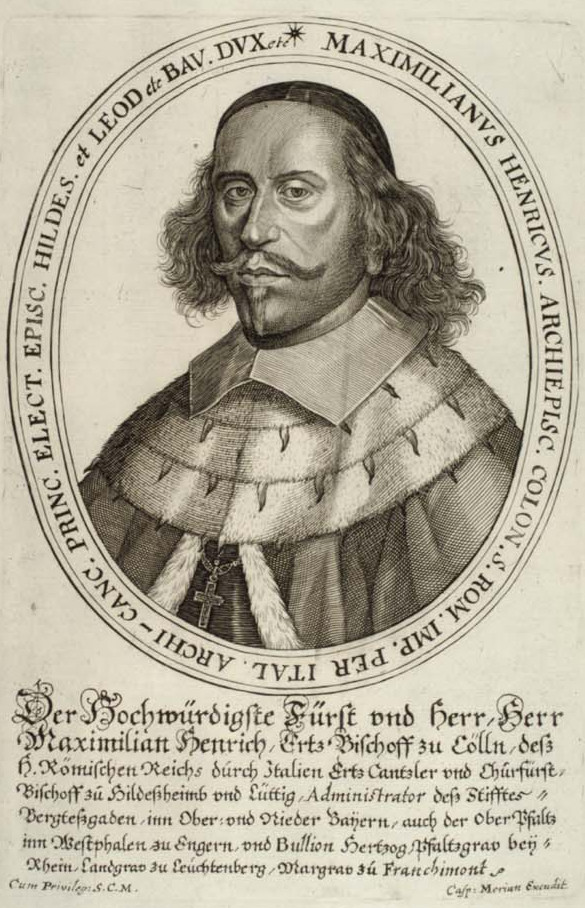
Maximilian Heinrich von Bayern

Der Steinschmuck bestand ursprünglich aus 69 Steinen aus Glasfluss. Im Text der Verleihungsurkunde heißt es „auß sonderbarer kunst und selbst eigener invention.“ Daraus wird geschlossen, dass der Kurfürst, der sich für Alchemie interessierte und ein Könner in der Kunst des Steinschliffs war, die Steine selbst hergestellt und geschliffen hat.

## Symbolik
Der Pokal folgt einem symbolischen Konzept und spiegelt die Rolle des Herzogtums Westfalens im Heiligen Römischen Reich wider. Die Basis mit dem Doppeladler steht für das Reich selbst. Im Mittelpunkt steht das Kurfürstentum Köln mit den Glasschalen und den kurfürstlichen Wappen. Darüber erhebt sich das Westfalenroß als Symbol des Herzogtums Westfalen. Der Deckelwulst mit dem Lorbeerkranz steht für Ruhm. Das Eichenlaub für Kraft und Stärke. Die blauen Steine symbolisieren Heiligkeit, Wahrheit, unheilabwendende Kraft und göttliche Tugenden. Die roten und orangen Steine auf der Brust des Reichsadlers und  des Pferdes stehen für Königtum, Würde und Macht. Die grünen Steine symbolisieren Reinheit, Keuschheit, Unsterblichkeit, Hoffnung und Glaube.

## Künstler

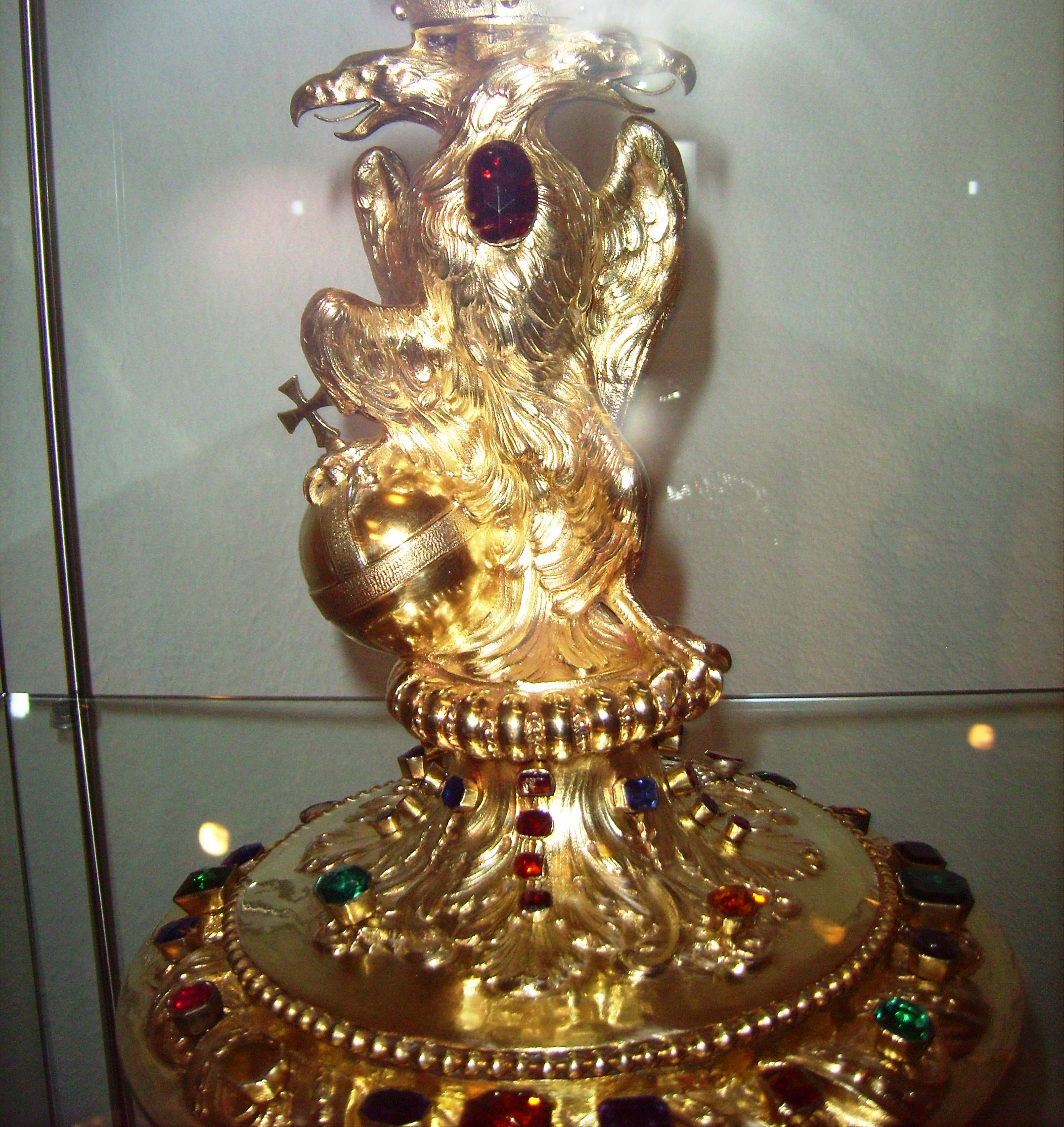
Detailansicht Schaftbereich mit dem Doppeladler

Die Herkunft des Stückes ist unklar. Es fehlen Kennzeichnungen der Werkstätte. Man ging einige Zeit von einer Augsburger Herkunft aus. Aber dies erscheint aus verschiedenen Gründen eher unwahrscheinlich. So sind die Fassungen für die angebrachten Steine für Augsburger Verhältnisse zu einfach. Auch hätten Augsburger Werkstätten dünnwandigeres Glas verwandt.
Möglicherweise wurde der Pokal aus verschiedenen bereits vorhandenen Einzelteilen zusammengesetzt.  Die Goldschmiede stammten dabei aus Süddeutschland oder aus Köln. Offenbar stammen Fuß und Schaft aus einer Hand. Ob die Glasarbeiten ebenfalls älteren Ursprungs sind, ist nicht klar. Aber das krönende Pferd war eine eigenständige Kleinplastik, die für den Pokal zu einem Westfalenroß umgearbeitet wurde. Die stilistische Nähe zu zeitgenössischen liturgischen Geräten wie etwa Monstranzen kann neben der Person des Auftraggebers auch damit zu tun haben, dass die ausführende Werkstätte hauptsächlich geistliche Gegenstände fertigte. Es könnte sich um die des Kölner Meisters Christian Schweling des Älteren gehandelt haben, aber auch andere Werkstätten kommen in Frage.

## Aufbewahrung

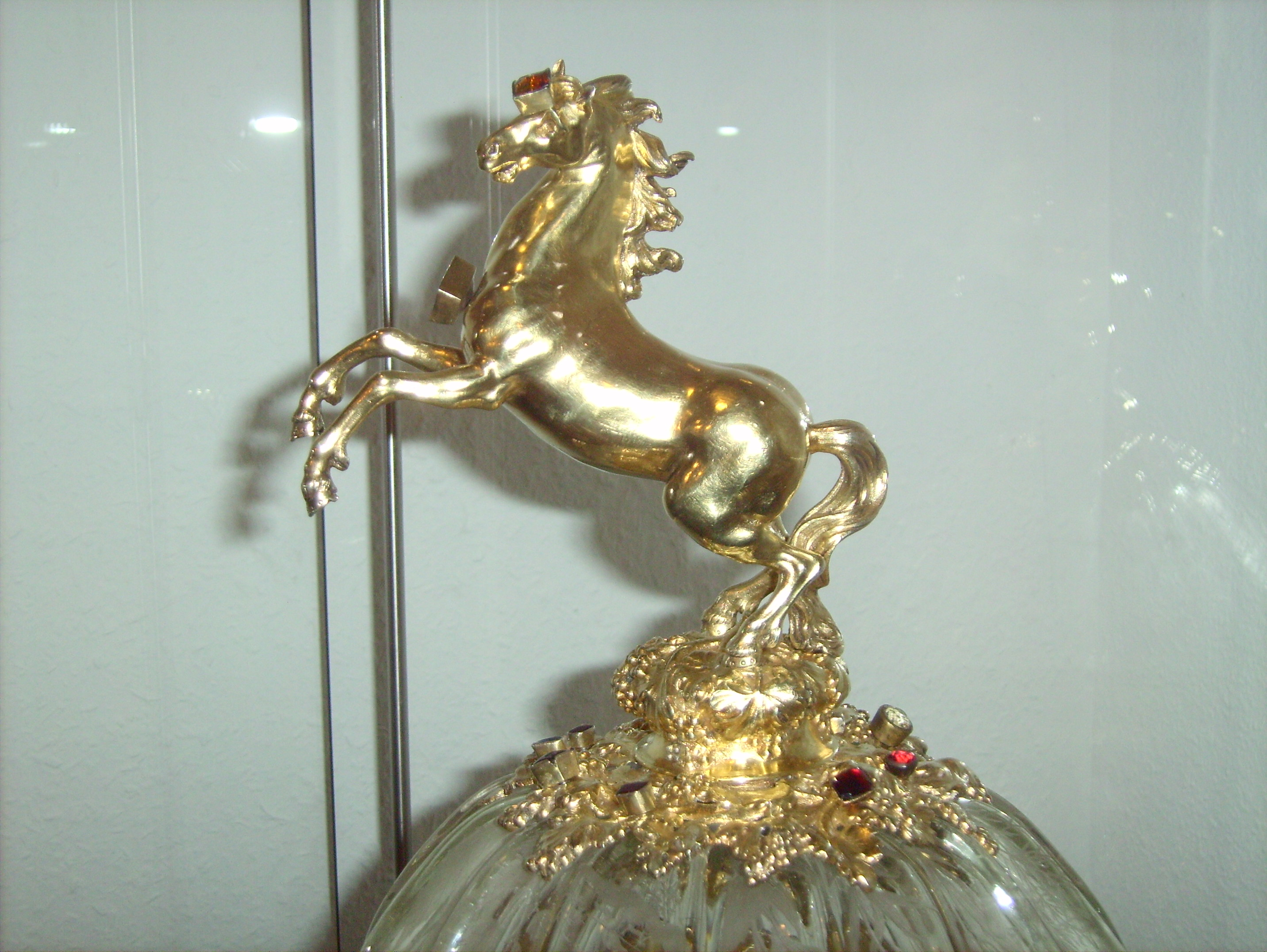
Detailansicht Westfalenross

Ursprünglich wurde das Stück im Archiv des Arnsberger Schlosses verwahrt. Nach dem Abriss des als Archiv dienenden Turms wurde es im Schloss selbst aufbewahrt. Nach dem Tod von Clemens August I. von Bayern fand sich der Pokal 1761 als repräsentatives „Schatzkammerstück“ in der kurfürstlichen Garderobe. Die Zerstörung und die Plünderung des Schlosses ein Jahr später hat der Pokal auf unbekannte Weise überstanden. Danach wurde es im Archivturm des Rathauses Arnsberg, das auch als Tagungsgebäude der Landstände diente, aufbewahrt.

## Verwendung
Über seine genaue Verwendung gibt es kaum zeitgenössische Aussagen. Nach Auskunft eines hessischen Beamten aus dem Jahr 1808 scheint der Pokal zu Zeiten des Herzogtum anlässlich der Landtage, Huldigungen und anderen festlichen Gelegenheiten wie den Festtafeln der Landstände und Kurfürsten genutzt worden zu sein, um „aus demselben öffentlich die Gesundheit ‚Vivat Dux et Ducatus’“ auszubringen. Die schon im 18. Jahrhundert übliche Bezeichnung „Willkomm“ legt nahe, dass er auch zum Empfang und zur Huldigung des Landesherren bei dessen Ankunft im Herzogtum diente. Auch zur Begrüßung neu aufgeschworener Ritter dürfte er verwandt worden sein.
Maximilian Friedrich von Königsegg hat 1764 den Pokal zu Repräsentationszwecken mit zur Krönung des Kaisers Joseph II. nach Frankfurt genommen. Der Pokal wurde wahrscheinlich beim Krönungsmahl gezeigt. Dasselbe war 1790 unter Maximilian Franz von Österreich bei der Krönung von Leopold II. der Fall. Dazu haben die Landstände ihre Genehmigung erteilt. Zum letzten Mal verwandt wurde der Pokal anlässlich des von Ludwig von Hessen einberufenen letzten Landtag von 1803.

## Weiterer Verbleib

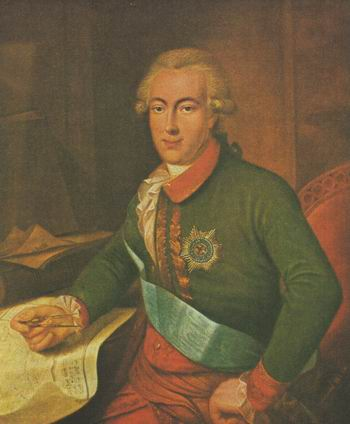
Ludwig X. (I.) von Hessen-Darmstadt

Nach dem Übergang des Herzogtums Westfalen an Hessen-Darmstadt veranlasste Ludwig I., der ein passionierter Sammler von „Alterthümern“ war, 1808 die Überstellung des Pokals nach Darmstadt. Seine Sammlung aber auch der Darmstädter Hof insgesamt, wies nur vergleichsweise wenige hochwertige Silberarbeiten auf. Daher war Ludwig an dem Erwerb des Stückes lebhaft interessiert. Der Pokal bildete schließlich ein Zentrum der fürstlichen Sammlung barocker Silberarbeiten.
Nach dem Übergang des Herzogtums Westfalens an Preußen gab es zahlreiche vergebliche Versuche von preußischer Seite, einige wertvolle Stücke darunter auch den Willkomm, von Hessen-Darmstadt zurückzubekommen. Auch im 20. Jahrhundert verliefen vergleichbare Bemühungen ergebnislos. Erstmals in Arnsberg als Leihgabe wieder zu sehen war der Willkomm 1977 anlässlich einer Ausstellung zur Goldschmiedekunst im kurkölnischen Sauerland. Im Jahr 1996 wurde eine originalgetreue Replik angefertigt.  Da das Hessische Landesmuseum Darmstadt, in dem der Pokal normalerweise aufbewahrt wird, renoviert wird, ist er seit 2009 als Leihgabe für mehrere Jahre im Sauerlandmuseum in Arnsberg zu sehen.